# HD 205935
HD 205935，又名CP-56 9700，SAO 247132、HR 8271，是一颗恒星，视星等为6.33，位于銀經339.43，銀緯-45.56，其B1900.0坐标为赤經21h 33m 30.5s，赤緯-56° -45.56′ 25″。